# دونيا باربرا
دونيا باربرا (بالإسبانية: Doña Bárbara)‏هي أحد أهم روايات الكاتب الفنزويلي رومولو جايجوس. تم نشرها في 11 أغسطس لعام 1929. قد ترجمت إلى العديد من اللغات بعد ذلك. كما تحولت أيضاً إلى العديد من الأعمال التليفزيونية والسينمائية. تعد أيضاً من كلاسيكيات أدب أمريكا اللاتينية على مر العصور حيث أن تأثيرها مازال مستمراً حتى اليوم لأهمية ما تناقشه من مواضيع متعلقة بحياة الزنوج في أمريكا اللاتينية. تتكون الرواية من ثلاثة أجزاء تدور أحداثها في مدينة أبوري في منطقة أراوكا في فنزويلا.

## ملخص الرواية
تحكي الرواية قصة الشاب المحامي سانتوس لوثاردو الذي عاد من مدينة «كاراكس» بعد قضائه هناك 13 عاماً تقريباً إلى مدينته «سابانا دى ألتاميرا» لإعادة أرضه كما كانت قبل سفره. كانت السيدة باربرا التي تبلغ من العمر 40 عاماً تقريباً تسكن بالمنزل المجاور له ونشأت بينهم العديد من الخلافات على مزرعته التي تسمى «الخوف» ولكنه لم يستسلم وظل يسعى وراء العدالة. تعاني السيدة باربرا من بعض الاضطرابات النفسية نتيجة ما تعرضت له في شبابها من أذى واغتصاب على يد مجموعة من القراصنة. ولذلك فهي تستمتع بإن تحب الرجال حتى يتعلقوا بها ثم تتركهم يعانون حينها بفقدانهم لها. كانت في صباها على علاقة «بلورينثو باركيرو» وأنجبت منه أبنتها «ماريسيلا» وقامت حينها بطرد لورينثو من المنزل هو وأبنته وعاشت وكبرت الطفلة وقتها مع أبيها. ثم أقامت علاقة بين السيدة باربرا ورجل أمريكي يدعى «مستر دينجير» الذي فعل فيها مثلما تفعل هي بالرجال وهجرها. مع مرور الوقت يقابل الشاب المحامي سانتوس لوثاردو أبنتها ماريسيلا وتنشأ بينهما قصة حب. عندما تعلم السيدة باربرا عن هذه العلاقة تحاول الفصل بينهما بجميع الطرق حتى أنها تحاول أغتيالهم وتستأجر أشخاص لقتلهم ويذهب ضحية هذا الصراع العديد من الأشخاص منهم العاملان الأوفياء لسانتوس كارميليتو و رافايل. وعندما ذهبت السيدة باربرا بنفسها لقتل أبنتها رأتها تعيش في سعادة مع سانتوس لوثارد فأدركت حينها حجم غلطتها وندمت عليها فتركت المكان وذهبت. أختفت السيدة باربرا بعدها تماماً ولم يعلموا عنها شيئاً. لكنها تركت لهم جواب تعطي فيه كل ميراثها لأبنتها ماريسيلا كتعويض لما فعلته معها. وفي آخر الرواية نرى أن الحب والعدالة هما الذين أنتصروا في النهاية.

## الشخصيات الرئيسية
- دونيا باربرا: هي الشخصية الرئيسية في الرواية. تبلغ من العمر 40 عاماً وتعرف باسم «مدمرة الرجال». تمثل في الرواية الجزء البربري الهمجي. فهي عشوائية، عنيفة، ماكرة ومتقلبة ولكن على الرغم من ذلك فهي ما زالت إنسانه وأحاسيسها ليس غائبه. فجميع تصرفتها الهمجية كانت نتيجة ما تعرض له من عنف في ضغرها.
- سانتوس لوثاردو: الشاب المحامي الذي يسعى وراء إقامة العدل. فهو هنا رمز للحضارة والرقي على عكس دونيا باربرا.
- ماريسيلا: هي أبنة دونيا باربرا ولورينثو باركيرو. نظراً لتربيتها في بيئة ريفية وبعيدة عن والدتها فقد تربت تربية وحشية وغير مهذبه. لكن منذ تعرفها بسانتوس لوثاردو بدأت تتغير وتكون أكثر تهذباً. تمثل ماريسيلا في الرواية العناصر الجيدة التي يمكن للحضارة أن تؤثر فيها وتقيمها.

## الترجمة العربية
ترجم الرواية إلى العربية الدكتور محمود علي مكي ونشرت بالقاهرة سنة 1965.